# 旭川福祉専門学校
２０２５年4月、旭川福祉専門学校は「東川国際文化福祉専門学校」に校名変更しました
東川国際文化福祉専門学校 （ひがしかわこくさいぶんかふくしせんもんがっこう）とは、北海道上川郡東川町にある私立の専修学校。運営母体は、学校法人北工学園。。1975年設立。略称は福専（ふくせん）。

## 概要
1975年（昭和50年）開学。旭川市をはじめ、道内外各地の保育園・幼稚園・認定こど園、障がい者施設、高齢者介護施設などへの就職が多い。旭川市内の学生や遠隔地からの学生のために、旭川市内からの無料送迎バス、学生寮がある。10月の半ばには福専祭が開かれる。

## 沿革
- 1970年（昭和45年） -  社会福祉法人新生会により知的障害者施設、希望学園設立。
- 1975年（昭和50年） -  希望学園により「旭川福祉専門学校」として開校。
- 1992年（平成4年） -  「介護福祉科」設置。東川町進化台へ移転。

## 設置学科

### こども学科（2年制）
- 保育福祉専攻
- 幼児教育専攻

### 医薬福祉学科（2年制）
- 登録販売者専攻
- 医療事務専攻

## 所在地
- 北海道上川郡東川町進化台

## 取得できる資格・免許状

### 保育科
- 専門士称号
- 保育士国家資格
- 訪問介護員1級
- 地域支援専門員

### 介護福祉科
- 専門士称号
- 介護福祉士国家資格
- 社会福祉主事国家資格
- 地域支援専門員